# Schæfergårde
Schæfergårde er en samling gårde og huse i ejerlavet Ølufgård m.fl. i Vester Nebel Sogn i Esbjerg Kommune. Oprindelsen til navnet er Faarehus/Skieferhuus marken, som tilhørte hovedgården Ølufgård. I 1791 blev Faarehusmarken udstykket fra Ølufgård og her opstod gården Schæfergård. Gården er senere udstykket i flere gårde.